# Ogooué-Maritime
Ogooué-Maritime är en provins i Gabon. Den ligger i den västra delen av landet, 220 km söder om huvudstaden Libreville. Antalet invånare är 157 562. Arean är 22 890 kvadratkilometer. Ogooué-Maritime gränsar till Estuaire, Moyen-Ogooué, Ngounié och Nyanga.
Ogooué-Maritime delas in i:
- Bendjé
- Etimboué
- Ndougou

Följande städer (communes) finns i Ogooué-Maritime:
- Gamba
- Omboué
- Port-Gentil